# Ільчун Віктор Всеволодович
Ві́ктор Все́володович Ільчу́н (нар. 1960) — сержант Збройних сил України, учасник російсько-української війни, що відзначився під час російського вторгнення в Україну. Герой України (2024).

## Життєпис
Народився 19 лютого 1960 року в селі Слобідка-Кульчієвецька Хмельницької області. Брав участь у діяльності Всеукраїнського об'єднання «Свобода». Добровольцем пішов захищати Україну з перших днів війни. Пережив полон.
Під час російського вторгнення в Україну служить у Збройних силах України.
Відзначився вмілими діями у складі Сил спеціальних операцій — у Запорізькій області підірвав ділянку залізничного полотна, завдяки чому бронепотяг російських військ зійшов із рейок. На місце події прибув російський гелікоптер Мі-8, який ліквідували разом з особовим складом. Також підірвав автомобіль «Урал», у якому загинуло 11 окупантів, а на Харківщині — авто з місцевим колаборантом, гауляйтером Євгеном Юнаковим.

## Нагороди
- Звання Герой України з врученням ордена «Золота Зірка». Нагороду вручив Президент України Володимир Зеленський 19 листопада 2024 року під час пленарного засідання Верховної Ради України[3];
- орден «За мужність» ІІІ ступеня (17 серпня 2022) — за особисту мужність і самовіддані дії, виявлені у захисті державного суверенітету та територіальної цілісності України, вірність військовій присязі[4].